# Eupseudosoma nivea
Eupseudosoma nivea är en fjärilsart som beskrevs av Herrich-Schäffer 1855. Eupseudosoma nivea ingår i släktet Eupseudosoma och familjen björnspinnare. Inga underarter finns listade i Catalogue of Life.